# Saint-Louis-et-Parahou

Saint-Louis-et-Parahou este o comună în departamentul Aude din sudul Franței. În 1 ianuarie 2022 avea o populație de 53 de locuitori.